# Jan Andrzej Głogowski
Jan Andrzej Głogowski herbu Grzymała – cześnik nowogrodzkosiewierski w latach 1671-1685.
Poseł sejmiku czernihowskiego na sejm 1683 roku.